# Substance Mort
Pour le film inspiré du roman, voir A Scanner Darkly.
Substance Mort (titre original : A Scanner Darkly) est un roman de l'écrivain américain Philip K. Dick, paru en 1977. Le titre original, A Scanner Darkly, est une référence à un passage de la première épître aux Corinthiens de Saint Paul[réf. nécessaire] : « for now we see through a glass, darkly... » (« Aujourd’hui nous voyons au moyen d’un miroir, d’une manière obscure... », Corinthiens 13:12, trad. Louis Segond, 1910). Ce roman a obtenu le prix British Science Fiction du meilleur roman 1978.

## Résumé
Bob Arctor est Fred, et Fred est Bob Arctor : un policier membre de la brigade des stupéfiants, infiltré dans un milieu de toxicomanes, et menant deux vies parallèles. Il vit avec deux autres hommes totalement déphasés de la réalité, Luckman et Barris. Donna, son amie, est dealeuse et consommatrice. Ils sont tous, excepté Donna, accro à la « Substance D » (Slow Death) , une drogue qui altère peu à peu leur identité, jusqu'à annihiler toute volonté, à la façon des opioïdes comme l'héroïne, la morphine et l'opium.
Pour Fred, c'est le début de la fin quand ses supérieurs lui demandent de surveiller Bob Arctor, ignorant sa véritable identité en raison des techniques d'enquête utilisées (dont le scramble suit, un costume flouté). Comment enquêter sur soi sans finir par devenir totalement schizophrène ?

## Le «pourquoi» deSubstance Mort
Ce roman, Dick le dédie à ses anciens amis toxicomanes, morts ou gardant de cette époque des séquelles à vie. Il s'agit donc d'un livre très personnel, très dur, qui met en scène une Amérique peut-être pas si lointaine. Une Amérique où tout est sécurisé et contrôlé par les autorités, mais où la drogue est très présente. Parce que contrairement aux autres drogues, la substance D est bon marché… Mais ses effets sont bien plus désastreux que les autres drogues.

## Critiques
- « […] probablement le chef-d'œuvre de Philip K. Dick, certainement son livre le plus abouti, celui où s'exprime le mieux son art de distordre insidieusement le monde des apparences et de l'insérer dans le vécu. » (Philippe Curval, Le Monde, 21 juillet 1978)
- « […] Substance Mort n'est pas un roman de S.F. : plus qu'un document sur notre époque, c'est un très grand roman. Cet ouvrage est à mon sens un des plus beaux, des plus authentiques, des plus émouvants qu'il ait écrit. Entièrement dépouillé d'artifice ou de recherche littéraire, Dick l'a littéralement écrit avec ses tripes. Une très belle œuvre. […] » (Antoine Griset, Le Magazine littéraire, n°140, septembre 1978)
- « roman d'une infinie tendresse pour les personnages qu'il met en scène. […] On ne referme pas ce livre : on pousse une porte : elle claque derrière nous, avec un grand bruit qui résonne. » (Pierre Pelot, Fiction, n°293, revue aujourd'hui disparue)

## Éditions
- Denoël, coll. « Présence du futur » no 252, 1978, rééditions en 1979, 1988  (ISBN 2-207-30252-0), 1997  (ISBN 2-207-50252-X) et 1999  (ISBN 2-207-24920-4)
- Gallimard, coll. « Folio SF » no 25, 2000  (ISBN 2-07-041577-5), rééditions en 2006 et 2007  (ISBN 978-2-07-041977-7)

## Adaptation cinématographique
- A Scanner Darkly, un film américain adapté du roman et réalisé par Richard Linklater, sorti en 2006.